# Bartolomeo Sereno
Bartolomeo Sereno (Roma prima metà del XVI secolo – Montecassino, dopo il 1605) è stato un militare, storico e religioso italiano.

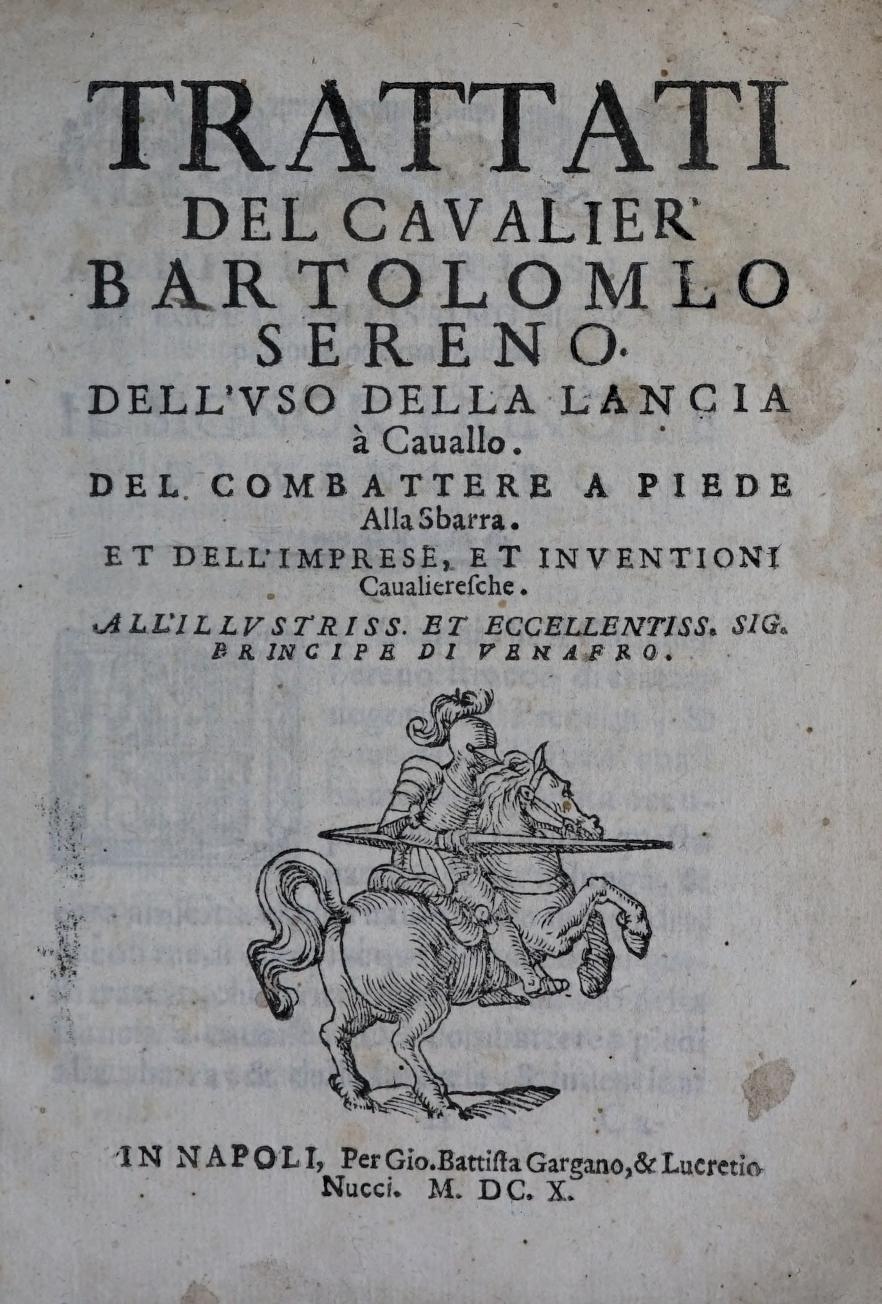
Trattati del Cavalier Bartolomeo Sereno..., Napoli,1610

Partecipò alla battaglia di Lepanto imbarcato sulle galee pontificie. Lasciò una delle poche testimonianze dirette della battaglia, in un manoscritto databile intorno al 1575, a lungo inedito ma che è risultato per gli storici una delle fonti dirette più attendibili. Fu pubblicato nel 1845, dai monaci di Monte Cassino, con il titolo «Commentari della guerra di Cipro e della Lega dei Principi cristiani contro il Turco». 
Non si disponibile di alcuna notizia certa sulla sua biografia. Nella memoria che ci ha lasciato afferma di essere "cavaliere" e di aver combattuto anche contro gli Ugonotti. Durante la battaglia Sereno dice di aver avuto un ruolo di arruolatore e di ufficiale sulla Grifona agli ordini Onorato Caetani. Dopo la battaglia si arruolò al soldo di Giovanni d'Austria nella sfortunata campagna contro i corsari del Nord Africa.
Nel 1575 si ritirò nell'abbazia di Montecassino divenendo monaco benedettino.
Pochi anni dopo la morte fu invece pubblicata un'opera di carattere militare con il titolo «Trattati del Cavalier Bartolomeo Sereno dell’uso della lancia a Cavallo.  Del combattere a piede alla Sbarra»..